# Edson Foreman
Edson César Antonio (Sorocaba, 20 de agosto de 1977), também conhecido como Foreman, é um pugilista brasileiro. Filho de família humilde, pai empreiteiro e mãe zeladora, residiu até os dez anos em sua cidade natal, Sorocaba, foi quando seus pais na procura de melhores oportunidades se mudaram para Colombo/PR, região metropolitana de Curitiba/PR. No início da adolescência, enquanto seus colegas tinham jogadores de futebol como ídolos, Foreman já acompanhava lutas de boxe na TV, e tinha como espelho e ídolo, ninguém menos que Mike Tyson. Por conta dessa influência na área do esporte, que não pensou duas vezes em participar do Projeto Social de aulas de boxe realizado na Praça Oswaldo Cruz, em Curitiba, em contra turno da escola. O apelido surgiu nesse projeto, onde comentavam que ele era parecido com o também boxeador George Foreman, no entanto só foi ganhar força e entrar na mídia, em sua primeira entrevista; após uma série de vitórias, um repórter do então Diário Popular de São Paulo, questionou se ele não teria uma maneira mais curta de falar seu nome, então ele respondeu que no projeto que participava diziam ser parecido com George Foreman, ali nasceu Edson Foreman. O apelido lhe acompanha até hoje, inclusive no segundo nome de três dos seus quatro filhos.
Aos 15 já era campeão amador, auxiliado pelo seu então técnico Rubens San Perrucham, que lhe ensinou toda base do boxe no projeto social. Depois de uma série de vitórias, foi treinar em São Paulo, mais precisamente na Vila Nova Manchester, com quem ele cita como “seu grande mestre” Oswaldo Amaral. Durante um bom tempo ficou viajando entre Curitiba e São Paulo, pois precisava ajudar seu pais financeiramente. E daí por diante teve uma trajetória gloriosa, como amador lutou 38 vezes, com 21 vitórias por KO, Campeão no Forja de Campeões em 96, onde o apelido Foreman foi parar na mídia, Campeão Paranaense em 96, Vice-campeão Brasileiro no mesmo ano, Bicampeão paranaense em 97, Campeão paulista em 99, e Vice no Torneio dos Campeões.
Tornou-se lutador profissional em 2000, na categoria cruzador, também colecionando uma bela série de vitórias e quatro cinturões:  - Campeão Paranaense 2002, Bicampeão Paranaense em 2003, Campeão Brasileiro em 2004 e Campeão Mundo Hispano em 2008. Após ser Campeão Brasileiro, no ano de 2002 o empresário argentino Hernán Santos Nicolini,conseguiu para ele uma luta na Itália, com o então Bicampeão mundial Vicenzo Cantatore, a luta aconteceu no estádio Pala Gorda, onde é disputado o aberto de Roma, ao lado do Estádio Olímpico de Roma, essa foi uma das lutas mais importantes na carreira do Foreman, pois foi atráves dela que empresários, fizeram uma proposta para que ele fosse sparring de alguns lutadores na Alemanha, e lá, entre idas e vindas ao Brasil ficou até 2008.
Retornou definitivamente ao Brasil em 2009 e entre uma luta e outra trabalhou como segurança em casas noturnas e deu aula de boxe iniciante em academias, até que no início de 2011, fundou a Academia Foreman Boxing e começou a treinar futuros campeões de boxe amador e apreciadores do boxe como atividade física. Lá fez além de campeões, muitos amigos. Até que veio a Pandemia do Coronavírus e foi graças a essas amizades e sua perseverança que conseguiu manter suas aulas em modo personal até o segundo semestre de 2021.Agora em 2022, depois de muita luta, o nome Foreman Boxing deixará de existir, para nascer a Universum Boxing, uma nova academia, em um novo endereço, projetada para atender melhor seus alunos e atletas.(www.universumboxing.com.br)
Um pouco mais da história desse campeão, com detalhes, poderá ser lida em breve em sua biografia autorizada que já está sendo escrita.